# Ismael Qaani
Ismael Qaani ou Qa'ani ou Esmaïl Ghani (en persan : اسماعیل قاآنی), né le 8 août 1957 à Machhad (Iran pahlavi) est un général iranien. Depuis janvier 2020, il dirige la Force Al-Qods des Gardiens de la révolution islamique.

## Biographie
Ismael Qaani rejoint le corps des gardiens de la révolution islamique en 1979 ou 1980, peu après la Révolution iranienne.
Il mène ses premiers combats contre les rebelles séparatistes kurdes,. Il prend ensuite part à la guerre Iran-Irak, au cours de laquelle il commande les divisions Nasr-5 et Imam Reza-21 du corps des gardiens de la révolution islamique,,. Il y rencontre Qassem Soleimani, avec lequel il se lie d'amitié,. Il est nommé en 1987 à la tête du corps Ansar, qui opère en Afghanistan et au Pakistan. Il entre dans la Force Al-Qods en 1993.
Lorsque Qassem Soleimani est nommé à la tête de la Force Al-Qods entre le 10 septembre 1997 et le 21 mars 1998, Ismael Qaani est désigné pour être son adjoint, semble-t-il à la demande de Soleimani,,. Les deux commandants pourraient s'être partagé leurs zones d'actions : les régions à l'ouest de l'Iran pour Soleimani — Irak, Syrie, Liban et Palestine — et celles à l'est pour Qaani — Afghanistan et Asie centrale,,. À partir de 2007, Qaani organise un rapprochement avec les talibans. Il s'implique également dans la guerre civile syrienne et participe à la formation de la division des Fatimides, constituée de Hazaras afghans.
En 2009, un de ses fils, alors étudiant, aurait été arrêté à Machhad lors du soulèvement postélectoral contre la réélection de Mahmoud Ahmadinejad,.
Le 27 mars 2012, Qaani est ajouté sur la liste des personnes faisant l'objet d'un gel de leurs actifs et d'une interdiction de transactions avec des entités américaines par le bureau du contrôle des actifs étrangers du département du Trésor américain.
Le 3 janvier 2020, après la mort de Qassem Soleimani dans une frappe américaine à l'aéroport de Bagdad, le Guide de la Révolution Ali Khamenei désigne Qaani pour lui succéder à la tête de la Force Al-Qods,.
En avril 2023, il participe personnellement à plusieurs réunions avec le Hamas et le Hezbollah pour préparer des attaques contre Israël.
Le 6 octobre 2024, il est porté disparu depuis plusieurs jours, certains médias suggérant qu'il est mort dans une frappe à Beyrouth visant Hachem Safieddine, le successeur présumé du chef du Hezbollah, Hassan Nasrallah, tué une semaine plus tôt par un autre bombardement israélien. D'autres sources indiquent qu'il serait sous surveillance stricte à Téhéran de la part des autorités iraniennes, des membres de son entourage proche étant soupçonnés d'être au service d’Israël. Le 15 octobre 2024, il réapparaît en public lors des funérailles à Téhéran du général Abbas Nilforoushan, tué le 27 septembre aux côtés de Hassan Nasrallah.
Selon le New York Times, il serait mort lors de l'Opération Rising Lion le 13 juin 2025 à Téhéran, cette information n'ayant pas été confirmée, ni par Israël ni par l'Iran, est réfutée après sa participation à Téhéran lors de manifestations visant à célébrer la "victoire" de l'Iran dans sa guerre contre Israël. 

## Analyses
En janvier 2020, Le Monde indique que selon une source régionale : « C’est un dur, un vrai, encore plus religieux que Soleimani, très connecté avec le Hezbollah et la Syrie, mais moins connu par les Irakiens que ne l’était Soleimani ».
Selon Ali Alfoneh, chercheur à The Arab Gulf States Institute (en), si « Soleimani émerge rapidement comme un chef charismatique [...] Qaani semble plus cantonné à des tâches quotidiennes administratives et bureaucratiques ». Cependant il partage avec Soleimani une grande « capacité d’improvisation dans les opérations militaires », en y ajoutant « le courage de remettre en question la sagesse des décisions prises par ses supérieurs ».

Pour le chercheur Erfan Fard :

Qaani n'a pas le niveau d'éducation de Soleimani, ou son charisme. Mais il croit en une politique iranienne agressive dans la région. Il est connu pour son fondamentalisme religieux, sa rhétorique anti-américaine, et sa haine d'Israël. De par sa formation, c'est quelqu'un qui est davantage spécialisé dans le renseignement que dans les opérations militaires. (...) La vraie expertise de Qaani, ce sont les chiites de l'est de l'Iran. Sous les ordres de Qassem Soleimani, il a su envoyer les Fatimiyoun afghans et Zaynabiyoun pakistanais sur le front syrien pour appuyer les troupes de Bachar el-Assad.